# Hoop op Beter
Hoop op Beter is een voormalig waterschap in de provincie Groningen. Het schap ontstond in 1889 als fusie van 
Noordzijde,
Eendracht
en een aantal ongereglementeerde molenpolders.
Het schap lag ten noorden van de plaats Zuidwending, tussen het dorp en de Beneden Veensloot. De oostgrens lag bij de Kibbelgaarnerwijk, zo'n 500 meter westelijk van de weg Kibbelgaarn, de westgrens lag oostelijk van de Koppelweg. Het stoomgemaal sloeg direct uit op het Zuidwendingerhoofddiep en stond 350 m westelijk van de Koppelweg.
Waterstaatkundig gezien ligt het gebied sinds 2000 binnen dat van het waterschap Hunze en Aa's.